# Claës-Axel Wersäll
Claës-Axel Wersäll (* 26. Juni 1888  in Irsta, Västerås kommun; † 12. Februar 1951) war ein schwedischer Turner.

## Leben
Claës-Axel Wersäll wurde 1888 als Sohn des Politikers Claës Wersäll und dessen Frau Charlotta (geborene Lewenhaupt) geboren. Er wuchs mit acht Brüdern und einer Schwester auf. Eine weitere Schwester starb kurz nach ihrer Geburt.
1912 nahm er an den Olympischen Sommerspielen 1912 in Stockholm teil. Mit der schwedischen Mannschaft gewann er im Geräteturnen die Goldmedaille im Wettkampf „Schwedisches System“.  Sein Bruder Gustaf trat ebenfalls bei Olympischen Sommerspielen 1912 an. Des Weiteren beteiligten sich vier weitere seiner Brüder an dem Ablauf der Olympischen Sommerspiele, ein Bruder als Funktionär, sowie drei Brüder als Helfer.
Ein weiterer Bruder, Ture Wersäll, hatte bereits 1906 an den Olympischen Zwischenspielen in Athen teilgenommen und mit der schwedischen Mannschaft die Bronzemedaille im Tauziehen erreicht.